# Krasnyj Kavkaz (incrociatore)
Il Krasnyj Kavkaz fu un incrociatore leggero della Marina militare sovietica, entrato in servizio nel gennaio 1932 come seconda unità della classe Admiral Nachimov.
Costruito originariamente per la Marina imperiale russa con il nome di Admiral Lazarev, l'incrociatore fu lasciato incompleto a causa degli eventi della guerra civile russa per poi essere completato dal nuovo governo sovietico. Attiva durante la seconda guerra mondiale, la nave operò nel teatro del Mar Nero e partecipò agli scontri della battaglia di Odessa, dell'assedio di Sebastopoli e della battaglia della penisola di Kerč', venendo più volte danneggiata.
Dopo la guerra il Krasnyj Kavkaz fu trasformato in nave scuola e poi in nave bersaglio per le esercitazioni di tiro della flotta, finendo affondato il 21 novembre 1952.

## Storia

### La costruzione

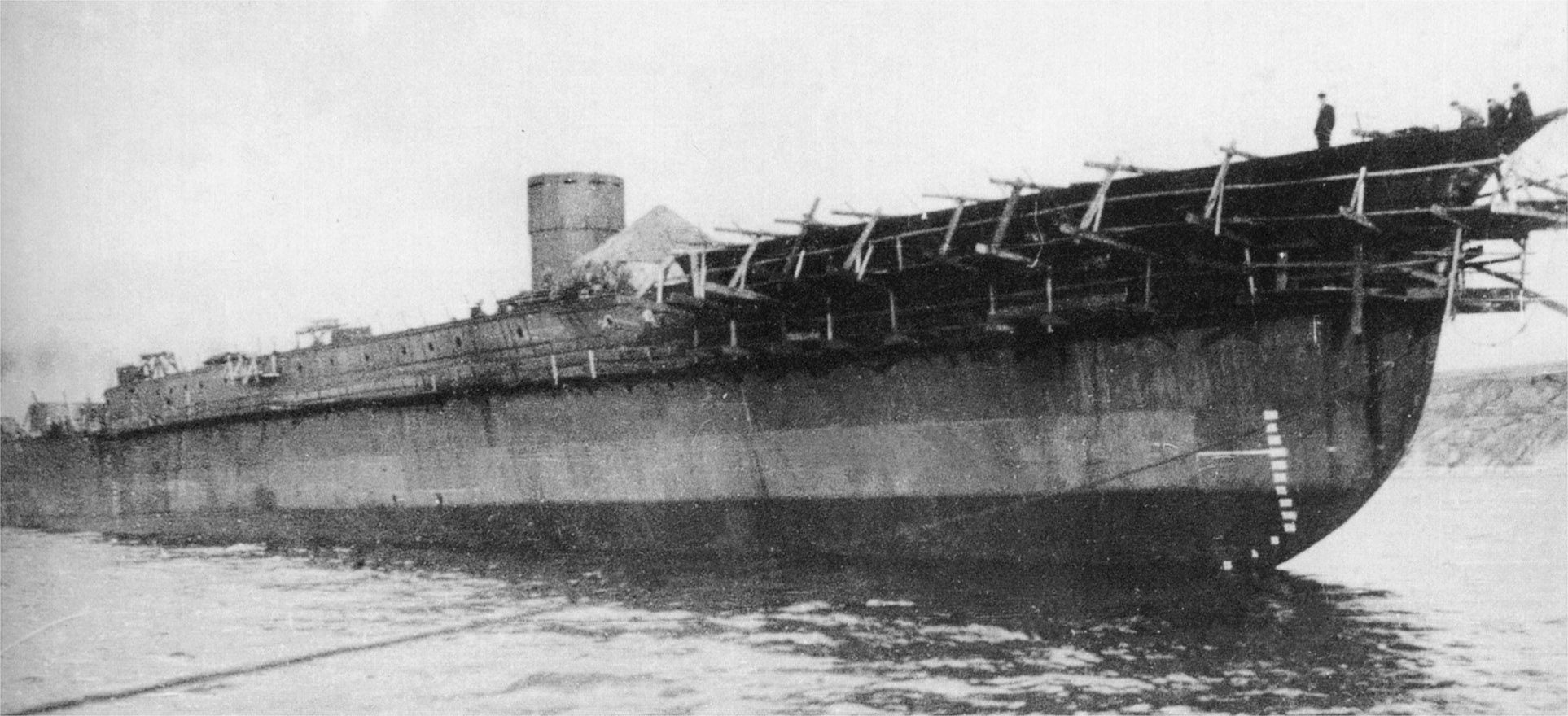
La nave ancora in fase di allestimento nei primi anni 1930

La nave venne impostata il 18 ottobre 1913 nei cantieri di Mykolaïv in Ucraina, per poi essere varata l'8 giugno 1916 con il nome di Admiral Lazarev in onore di Michail Petrovič Lazarev, ammiraglio ed esploratore russo del XIX secolo; l'allestimento dell'unità venne interrotto alla fine del 1917 a causa degli eventi della Rivoluzione d'ottobre, quando ormai la nave era completa al 63%. A metà 1918 lo scafo incompleto cadde sotto il controllo della neo-proclamata "Repubblica Popolare Ucraina", le cui autorità decisero di portare avanti i lavori di allestimento; il 25 gennaio 1919 l'incrociatore venne formalmente rinominato Hetman Petro Dorošenko in onore dell'omonimo eroe ucraino del XVII secolo, ma pochi giorni dopo la città di Mykolaïv venne occupata dalle forze dell'Armata Bianca e i lavori sull'unità furono nuovamente interrotti. Lo scafo rimase in stato di abbandono a Mykolaïv fino alla conclusione della guerra civile russa, quando le autorità sovietiche decisero di portare a termine la costruzione dell'unità ma secondo un progetto nuovo e più moderno; l'incrociatore fu quindi rinominato Krasnyi Kavkaz ("Caucaso Rosso" in lingua russa) il 14 dicembre 1926 e quindi immesso in servizio il 25 gennaio 1932.
Il nuovo progetto prevedeva l'installazione sul Krasnyi Kavkaz di otto cannoni da 200 mm in quattro torri binate, ma ciò si rivelò impossibile a causa delle ridotte dimensioni e della leggerezza di costruzione dello scafo; i progettisti sovietici ripiegarono quindi sull'installazione di quattro cannoni MK-1-180 da 180 mm alloggiati in altrettante torrette singole, due a prua e due a poppa sovrapposte. Come armamento secondario furono installati quattro cannoni da 76,2 mm antiaerei, montati nello spazio tra i due fumaioli, oltre a quattro impianti tripli di tubi lanciasiluri da 533 mm montati su ciascun lato della sovrastruttura principale. La nave fu dotata di due idrovolanti da ricognizione Beriev Be-2 e di una gru per la loro messa a mare e recupero; una catapulta per aerei tipo Heinkel, importata dalla Germania, venne poi aggiunta nel 1935. La nave poteva inoltre imbarcare e rilasciare fino a 120 mine navali.

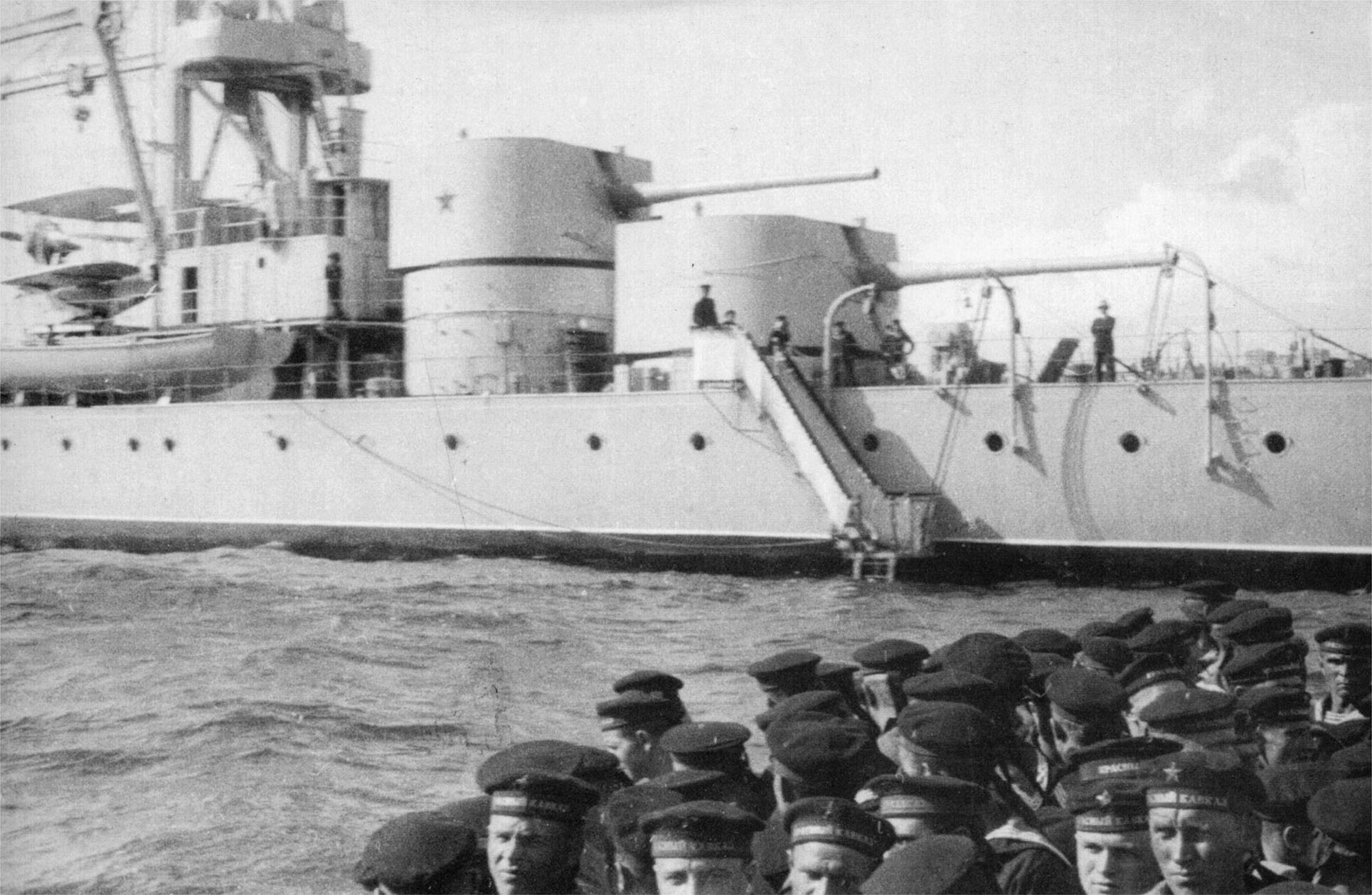
Le torri di poppa da 180 mm del Krasnyi Kavkaz

La nave fu assegnata in forza alla Flotta del Mar Nero; nel maggio 1932, poco tempo dopo la sua entrata in servizio, l'unità entrò in collisione con l'incrociatore leggero Komintern, subendo gravi danni alla poppa che dovette essere completamente ricostruita aumentando la lunghezza fuori tutto dello scafo di più di 11 metri. Rientrata in servizio, nel 1933 la nave compì varie crociere di addestramento e visite nei porti in Turchia, Grecia e Italia.
La nave subì un vasto intervento di modernizzazione prima dell'avvio dell'invasione tedesca dell'URSS, probabilmente intorno al 1940, nel corso del quale il suo armamento antiaereo fu notevolmente potenziato: i quattro cannoni singoli da 76,2 mm furono sbarcati e rimpiazzati da otto pezzi da 100/47 mm in impianti binati, quattro cannoni singoli semi-automatici 34-K da 76,2 mm e sei mitragliatrici DŠK da 12,7 mm.

### La seconda guerra mondiale
A partire dal 22 giugno 1941, giorno dell'attacco tedesco all'Unione Sovietica, il Krasnyi Kavkaz fu impiegato, unitamente agli incrociatori Červona Ukraina e Komintern e a diversi cacciatorpediniere, nella posa di sbarramenti minati difensivi attorno alla base sovietica di Sebastopoli. L'incrociatore fu in seguito inviato a Odessa, dove fornì supporto di fuoco d'artiglieria ai reparti a terra impegnati in una dura battaglia; l'incrociatore scortò anche il convoglio che trasferì a Odessa la 157ª Divisione fucilieri durante il settembre 1941, e trasportò un battaglione di fanti di marina sovietici in una fortunata incursione anfibia dietro le linee nemiche a Fontanka e Dofinovka. Il Krasnyj Kavkaz fu poi impiegato come unità di scorta durante l'evacuazione dei reparti sovietici da Odessa in ottobre, proteggendo due convogli carichi di truppe diretti a Sebastopoli tra il 3 e il 6 ottobre e poi tra il 15 e il 16 ottobre.

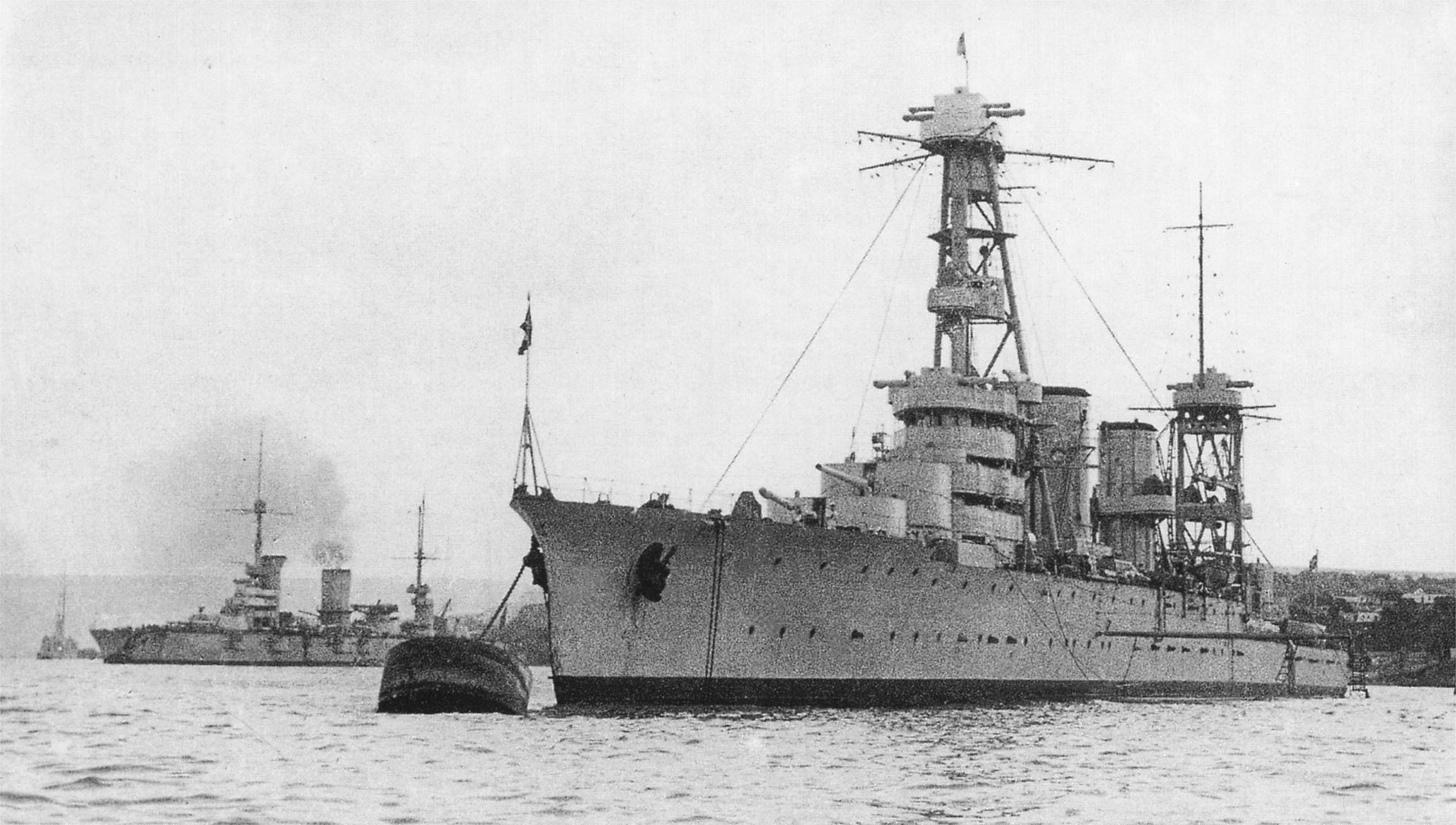
L'incrociatore all'àncora a Sebastopoli

Il Krasnyj Kavkaz fu impegnato nel corso del successivo assedio di Sebastopoli, fornendo supporto di fuoco ai reparti sovietici, evacuando unità accerchiate dalle coste della Crimea e trasportando dai porti del Caucaso rinforzi nella piazzaforte. L'incrociatore protesse il trasporto della 388ª Divisione fucilieri da Novorossijsk e Tuapse a Sebastopoli tra il 7 e il 13 dicembre e della 354ª Divisione fucilieri tra il 21 e il 22 dicembre, bombardando nel mentre le postazioni degli assedianti tedeschi.

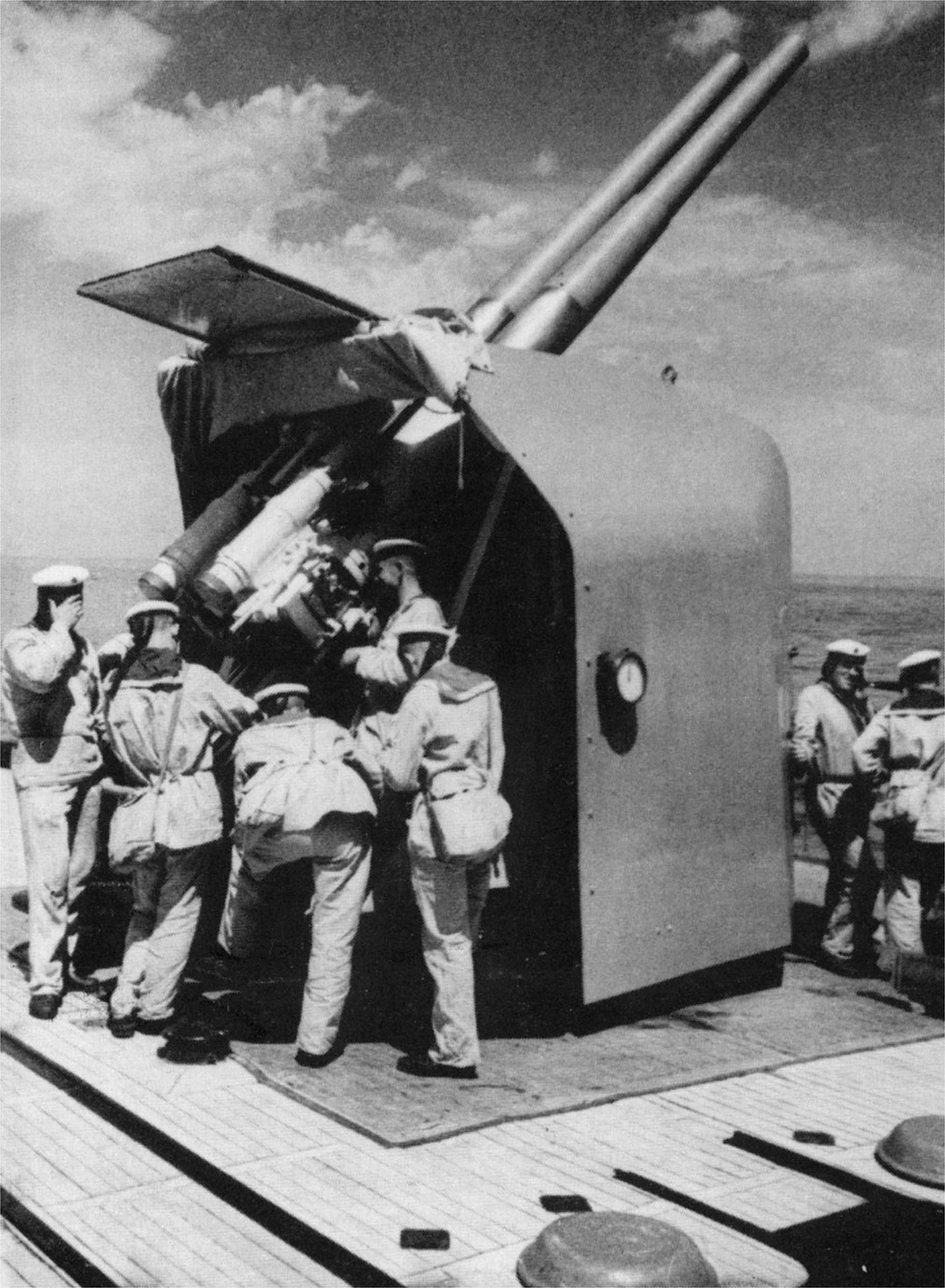
Artiglieri del Krasnyi Kavkaz manovrano uno degli impianti binati antiaerei da 100 mm

Il 29 dicembre 1941, durante gli eventi della battaglia della penisola di Kerč', il Krasnyi Kavkaz partecipò all'assalto anfibio sovietico a Feodosia, entrando nel porto sotto il fuoco nemico per sbarcare rinforzi e fornire appoggio di artiglieria; l'incrociatore fu colpito diciassette volte dai cannoni nemici, subendo vari danni. Tra il 1º e il 3 gennaio 1942 il Krasnyi Kavkaz trasportò rinforzi e rifornimenti ai reparti sovietici asserragliati sulla penisola di Kerč', ma durante il viaggio di ritorno venne colpito e gravemente danneggiato da bombardieri in picchiata Junkers Ju 87 tedeschi: quattro colpi caduti nelle vicinanze della poppa danneggiarono il timone e gli alberi motore, strapparono via una delle eliche e aprirono abbastanza squarci nello scafo da causare un allagamento che aumentò il pescaggio di 5 metri. L'incrociatore riuscì a raggiungere Novorossijsk scortato dal cacciatorpediniere Sposobnyi, e dopo riparazioni provvisorie si trasferì a Poti per condurre lavori più estesi; questi proseguirono fino all'ottobre 1942 e diedero l'opportunità di incrementare ulteriormente le dotazioni antiaeree della nave: alcuni tubi lanciasiluri furono sbarcati per fare posto a un nuovo impianto binato da 100/47 mm e a dieci cannoni singoli da 37 mm M1939 (61-K). In ragione della sua attività bellica, il 4 aprile 1942 il Krasnyi Kavkaz fu insignito del titolo onorifico di unità delle guardie.
Tra il 20 e il 23 ottobre 1942 il Krasnyi Kavkaz, l'incrociatore Krasnyj Krym e tre cacciatorpediniere trasportarono 12.600 soldati di tre brigate fucilieri da Poti a Tuapse per rinforzare le difese della città, sotto attacco da parte dei tedeschi; nella notte del 4 febbraio 1943 il Krasnyi Kavkaz, il Krasnyj Krym e tre cacciatorpediniere fornirono fuoco d'appoggio allo sbarco di reparti sovietici dietro le linee tedesche nei pressi di Novorossijsk. La perdita in attacchi aerei tedeschi di tre cacciatorpediniere sovietici il 6 ottobre 1943, durante una missione al largo della penisola di Taman', spinse Stalin a ordinare alla Marina sovietica di non impiegare più alcuna unità maggiore in combattimento senza una sua specifica autorizzazione; ciò portò alla cessazione di ogni ulteriore missione bellica per il Krasnyi Kavkaz, che rimase inutilizzato fino alla fine delle ostilità.
Si conoscono poche informazioni sulle attività della nave nel periodo successivo alla seconda guerra mondiale. Il Krasnyi Kavkaz fu ritirato dal servizio attivo e trasformato in nave scuola il 12 maggio 1947, per poi essere impiegato come nave bersaglio nelle esercitazioni della flotta; lo scafo fu colato a picco il 21 novembre 1952 dopo essere stato colpito da un missile sperimentale P-1.